# Улан-Удэнская ТЭЦ-1
Улан-Удэнская ТЭЦ-1 — старейшая теплоэлектроцентраль Республики Бурятия, расположенная в Железнодорожном районе города Улан-Удэ; относится к ПАО «ТГК-14».

## Описание
ТЭЦ-1 является второй по величине
 после Гусиноозёрской ГРЭС тепловой электростанцией в Забайкалье и одним из крупнейших предприятий Республики Бурятия. Станция функционирует на оптовом рынке электроэнергии и мощности, а также обеспечивает тепловой энергией Железнодорожный, Советский и Октябрьский (западная часть) районы города Улан-Удэ.
Основным топливом для станции является каменный уголь. Растопочное топливо — мазут.
Установленная электрическая мощность станции на конец 2022 года составляла 650 МВт, тепловая мощность станции — 3125 Гкал/ч, в том числе мощность турбоагрегатов — 583 Гкал/ч. 
В 2013 году ТЭЦ выработала 442,8 млн кВт⋅ч электрической энергии (или 8,2 % общей выработки Бурятии), отпуск тепловой энергии за тот же период составил 1596,7 тыс. Гкал.

## История
Решение о строительстве электростанции для энергоснабжения строящегося паровозоремонтного завода в городе Верхнеудинске (ныне — Улан-Удэ) было принято в 1932 году. Строительство начато в 1934 году. 
В 1936 году введён в эксплуатацию первый турбогенератор мощностью 12 МВт. 
В 1957 году ТЭЦ была передана Министерству энергетики и электрификации СССР.
В 1964 году введён в эксплуатацию турбогенератор мощностью 100 МВт — крупнейший в Забайкалье на тот момент.